# Alabama (Band)/Diskografie
Diese Diskografie ist eine Übersicht über die musikalischen Werke der US-amerikanischen Country-Band Alabama. Den Schallplattenauszeichnungen zufolge hat sie bisher mehr als 59,4 Millionen Tonträger verkauft, davon alleine in ihrer Heimat über 58,2 Millionen. Ihre erfolgreichste Veröffentlichung ist das Studioalbum For the Record mit über 5,2 Millionen verkauften Einheiten.

## Alben

### Studioalben
| Jahr | Titel                                     | Höchstplatzierung, Gesamtwochen, AuszeichnungChartplatzierungen (Jahr, Titel, Platzierungen, Wochen, Auszeichnungen, Anmerkungen) | Höchstplatzierung, Gesamtwochen, AuszeichnungChartplatzierungen (Jahr, Titel, Platzierungen, Wochen, Auszeichnungen, Anmerkungen) | Höchstplatzierung, Gesamtwochen, AuszeichnungChartplatzierungen (Jahr, Titel, Platzierungen, Wochen, Auszeichnungen, Anmerkungen) | Anmerkungen                                                                         |
| Jahr | Titel                                     | UK | US | Country | Anmerkungen                                                                         |
| ---- | ----------------------------------------- | --- | --- | --- | ----------------------------------------------------------------------------------- |
| 1976 | Wildcountry                               | — | — | — | Erstveröffentlichung: 1976                                                          |
| 1977 | Deuces Wild                               | — | — | — | Erstveröffentlichung: 1977                                                          |
| 1979 | Alabama Band No. 3                        | — | — | — | Erstveröffentlichung: 1979                                                          |
| 1980 | My Home’s in Alabama                      | — | US71 ×2Doppelplatin · (21 Wo.)US                                                                                                  | Country3 (214 Wo.)Country | Erstveröffentlichung: Mai 1980                                                      |
| 1981 | Feels So Right                            | — | US16 ×4Vierfachplatin · (161 Wo.)US                                                                                               | Country1 (174 Wo.)Country | Erstveröffentlichung: Februar 1981 28 Wochen auf Platz 1 in den Country-Charts      |
| 1982 | Mountain Music                            | — | US14 ×5Fünffachplatin · (114 Wo.)US                                                                                               | Country1 (269 Wo.)Country | Erstveröffentlichung: Februar 1982 28 Wochen auf Platz 1 in den Country-Charts      |
| 1983 | The Closer You Get                        | — | US10 ×4Vierfachplatin · (70 Wo.)US                                                                                                | Country1 (206 Wo.)Country | Erstveröffentlichung: März 1983 21 Wochen auf Platz 1 in den Country-Charts         |
| 1984 | Roll On                                   | — | US21 ×4Vierfachplatin · (62 Wo.)US                                                                                                | Country1 (194 Wo.)Country | Erstveröffentlichung: Januar 1984 13 Wochen auf Platz 1 in den Country-Charts       |
| 1985 | 40 Hour Week                              | — | US28 ×2Doppelplatin · (40 Wo.)US                                                                                                  | Country1 (104 Wo.)Country | Erstveröffentlichung: Januar 1985 14 Wochen auf Platz 1 in den Country-Charts       |
| 1985 | Alabama Christmas                         | — | US75 ×2Doppelplatin · (12 Wo.)US                                                                                                  | Country8 (23 Wo.)Country | Erstveröffentlichung: September 1985                                                |
| 1986 | The Touch                                 | — | US42 Platin · (30 Wo.)US | Country1 (81 Wo.)Country | Erstveröffentlichung: September 1986 10 Wochen auf Platz 1 in den Country-Charts    |
| 1987 | Just Us                                   | — | US55 Platin · (28 Wo.)US | Country1 (60 Wo.)Country | Erstveröffentlichung: September 1987 eine Woche auf Platz 1 in den Country-Charts   |
| 1989 | Southern Star                             | — | US62 Platin · (21 Wo.)US | Country1 (78 Wo.)Country | Erstveröffentlichung: Februar 1989 3 Wochen auf Platz 1 in den Country-Charts       |
| 1990 | Pass It On Down                           | — | US57 Platin · (41 Wo.)US | Country3 (115 Wo.)Country | Erstveröffentlichung: 21. Mai 1990                                                  |
| 1992 | American Pride                            | — | US46 Platin · (51 Wo.)US | Country11 (80 Wo.)Country | Erstveröffentlichung: 11. August 1992                                               |
| 1993 | Cheap Seats                               | — | US76 Platin · (38 Wo.)US | Country16 (69 Wo.)Country | Erstveröffentlichung: 12. Oktober 1993                                              |
| 1995 | In Pictures                               | — | US100 Platin · (21 Wo.)US | Country12 (57 Wo.)Country | Erstveröffentlichung: 15. August 1995                                               |
| 1996 | Christmas Vol. II                         | — | US117 Gold · (6 Wo.)US | Country18 (10 Wo.)Country | Erstveröffentlichung: 17. September 1996                                            |
| 1997 | Dancin’ on the Boulevard                  | — | US55 Platin · (26 Wo.)US | Country5 (58 Wo.)Country | Erstveröffentlichung: 8. April 1997                                                 |
| 1999 | Twentieth Century                         | — | US51 Gold · (10 Wo.)US | Country5 (36 Wo.)Country | Erstveröffentlichung: 15. Juni 1999                                                 |
| 2001 | When It All Goes South                    | — | US37 (8 Wo.)US | Country4 (28 Wo.)Country | Erstveröffentlichung: 9. Januar 2001                                                |
| 2006 | Songs of Inspiration                      | — | US15 (7 Wo.)US | Country1 (29 Wo.)Country | Erstveröffentlichung: 24. Oktober 2006 eine Woche auf Platz 1 in den Country-Charts |
| 2007 | Songs of Inspiration II                   | — | US33 (1 Wo.)US | Country3 (7 Wo.)Country | Erstveröffentlichung: 27. März 2007                                                 |
| 2014 | Angels Among Us: Hymns & Gospel Favorites | — | US33 (10 Wo.)US | Country6 (47 Wo.)Country | Erstveröffentlichung: 8. September 2014                                             |
| 2015 | Southern Drawl                            | — | US14 (6 Wo.)US | Country2 (18 Wo.)Country | Erstveröffentlichung: 18. September 2015                                            |
| 2017 | American Christmas                        | — | — | — | Erstveröffentlichung: 6. Oktober 2017                                               |

### Livealben
| Jahr | Titel                                   | Höchstplatzierung, Gesamtwochen, AuszeichnungChartplatzierungen (Jahr, Titel, Platzierungen, Wochen, Auszeichnungen, Anmerkungen) | Höchstplatzierung, Gesamtwochen, AuszeichnungChartplatzierungen (Jahr, Titel, Platzierungen, Wochen, Auszeichnungen, Anmerkungen) | Höchstplatzierung, Gesamtwochen, AuszeichnungChartplatzierungen (Jahr, Titel, Platzierungen, Wochen, Auszeichnungen, Anmerkungen) | Anmerkungen                                                             |
| Jahr | Titel                                   | UK | US | Country | Anmerkungen                                                             |
| ---- | --------------------------------------- | --- | --- | --- | ----------------------------------------------------------------------- |
| 1988 | Alabama Live                            | — | US76 Platin · (19 Wo.)US | Country1 (74 Wo.)Country | Erstveröffentlichung: 1988 eine Woche auf Platz 1 in den Country-Charts |
| 2010 | Setlist: The Very Best of Alabama: Live | — | — | Country72 (2 Wo.)Country | Erstveröffentlichung: 13. Juli 2010                                     |
| 2014 | Alabama & Friends At the Ryman          | — | — | Country29 (2 Wo.)Country | Erstveröffentlichung: 30. September 2014                                |

Weitere Livealben
- 1993: Gonna Have a Party...Live
- 2007: The Last Stand
- 2015: Live On The Road

### Kompilationen
| Jahr | Titel                                                          | Höchstplatzierung, Gesamtwochen, AuszeichnungChartplatzierungen (Jahr, Titel, Platzierungen, Wochen, Auszeichnungen, Anmerkungen) | Höchstplatzierung, Gesamtwochen, AuszeichnungChartplatzierungen (Jahr, Titel, Platzierungen, Wochen, Auszeichnungen, Anmerkungen) | Höchstplatzierung, Gesamtwochen, AuszeichnungChartplatzierungen (Jahr, Titel, Platzierungen, Wochen, Auszeichnungen, Anmerkungen) | Anmerkungen                                                                  |
| Jahr | Titel                                                          | UK | US | Country | Anmerkungen                                                                  |
| ---- | -------------------------------------------------------------- | --- | --- | --- | ---------------------------------------------------------------------------- |
| 1986 | Greatest Hits                                                  | — | US24 ×5Fünffachplatin · (38 Wo.)US                                                                                                | Country1 (271 Wo.)Country | Erstveröffentlichung: Januar 1986 5 Wochen auf Platz 1 in den Country-Charts |
| 1991 | Greatest Hits Vol. 2                                           | — | US72 Platin · (31 Wo.)US | Country10 (81 Wo.)Country | Erstveröffentlichung: 8. Oktober 1991                                        |
| 1994 | Christmas with the Judds and Alabama                           | — | — | Country61 (3 Wo.)Country | Erstveröffentlichung: 16. August 1994 mit The Judds                          |
| 1994 | Greatest Hits III                                              | — | US56 ×2Doppelplatin · (49 Wo.)US                                                                                                  | Country8 (117 Wo.)Country | Erstveröffentlichung: 27. September 1994                                     |
| 1996 | Super Hits                                                     | — | US— PlatinUS | Country46 (91 Wo.)Country | Erstveröffentlichung: 21. Mai 1996                                           |
| 1997 | The Encore Collection – Born Country                           | — | — | Country75 (1 Wo.)Country | Erstveröffentlichung:                                                        |
| 1997 | Born Country                                                   | — | — | Country75 (1 Wo.)Country | Erstveröffentlichung: 18. November 1997                                      |
| 1998 | Super Hits II                                                  | — | — | Country59 (11 Wo.)Country | Erstveröffentlichung: 24. März 1998                                          |
| 1998 | The Essential Alabama                                          | — | US— GoldUS | Country63 (12 Wo.)Country | Erstveröffentlichung: 2. Juni 1998                                           |
| 1998 | For the Record                                                 | — | US13 ×5Fünffachplatin · (33 Wo.)US                                                                                                | Country2 (105 Wo.)Country | Erstveröffentlichung: 25. August 1998                                        |
| 2003 | In the Mood: The Love Songs                                    | — | US15 (11 Wo.)US | Country4 (37 Wo.)Country | Erstveröffentlichung: 4. Februar 2003                                        |
| 2003 | The American Farewell Tour                                     | — | US64 Gold · (5 Wo.)US | Country6 (58 Wo.)Country | Erstveröffentlichung: 7. Oktober 2003                                        |
| 2004 | The Ultimate Alabama                                           | — | US52 Gold · (5 Wo.)US | Country10 (49 Wo.)Country | Erstveröffentlichung: 12. Oktober 2004                                       |
| 2005 | The Essential Alabama                                          | — | — | Country52 (64 Wo.)Country | Erstveröffentlichung: 17. Mai 2005                                           |
| 2006 | Livin’ Lovin’ Rockin’ Rollin’: The 25th Anniversary Collection | — | US120 (1 Wo.)US | Country28 (5 Wo.)Country | Erstveröffentlichung: 31. Januar 2006                                        |
| 2006 | Christmas Collection                                           | — | — | Country62 (4 Wo.)Country | Erstveröffentlichung: 15. August 2006                                        |
| 2007 | 16 Biggest Hits                                                | — | US— GoldUS | Country40 (43 Wo.)Country | Erstveröffentlichung: 27. März 2007                                          |
| 2008 | Playlist: The Very Best of Alabama                             | — | — | Country68 (4 Wo.)Country | Erstveröffentlichung: 29. April 2008                                         |
| 2013 | Country: Alabama                                               | — | — | Country59 (9 Wo.)Country | Erstveröffentlichung: 2013                                                   |
| 2013 | The Classic Christmas Album                                    | — | — | Country46 (2 Wo.)Country | Erstveröffentlichung: 8. Oktober 2013                                        |

Weitere Kompilationen
- 2009: Mountain Music: The Best of Alabama

### Tributealben
| Jahr | Titel             | Höchstplatzierung, Gesamtwochen, AuszeichnungChartplatzierungen (Jahr, Titel, Platzierungen, Wochen, Auszeichnungen, Anmerkungen) | Höchstplatzierung, Gesamtwochen, AuszeichnungChartplatzierungen (Jahr, Titel, Platzierungen, Wochen, Auszeichnungen, Anmerkungen) | Höchstplatzierung, Gesamtwochen, AuszeichnungChartplatzierungen (Jahr, Titel, Platzierungen, Wochen, Auszeichnungen, Anmerkungen) | Anmerkungen                           |
| Jahr | Titel             | UK | US | Country | Anmerkungen                           |
| ---- | ----------------- | --- | --- | --- | ------------------------------------- |
| 2013 | Alabama & Friends | — | US2 (… Wo.)US | Country8 (… Wo.)Country | Erstveröffentlichung: 27. August 2013 |

## Singles

### Als Leadmusiker
| Jahr | Titel Album                                                                                        | Höchstplatzierung, Gesamtwochen, AuszeichnungChartplatzierungen (Jahr, Titel, Album, Platzierungen, Wochen, Auszeichnungen, Anmerkungen) | Höchstplatzierung, Gesamtwochen, AuszeichnungChartplatzierungen (Jahr, Titel, Album, Platzierungen, Wochen, Auszeichnungen, Anmerkungen) | Höchstplatzierung, Gesamtwochen, AuszeichnungChartplatzierungen (Jahr, Titel, Album, Platzierungen, Wochen, Auszeichnungen, Anmerkungen) | Anmerkungen                                                                           |
| Jahr | Titel Album                                                                                        | UK | US | Country | Anmerkungen                                                                           |
| --- | -------------------------------------------------------------------------------------------------- | --- | --- | --- | ------------------------------------------------------------------------------------- |
| 1977 | I Wanna Be with You Tonight Deuces Wild                                                            | — | — | Country78 (8 Wo.)Country | Erstveröffentlichung: 1977                                                            |
| 1979 | I Wanna Come Over My Home’s in Alabama                                                             | — | — | Country33 (12 Wo.)Country | Erstveröffentlichung: September 1979                                                  |
| 1980 | My Home’s in Alabama                                                                               | — | — | Country17 (13 Wo.)Country | Erstveröffentlichung: Januar 1980                                                     |
| 1980 | Tennessee River My Home’s in Alabama                                                               | — | — | Country1 (17 Wo.)Country | Erstveröffentlichung: 16. Mai 1980 eine Woche auf Platz 1 in den Country Charts       |
| 1980 | Why Lady Why My Home’s in Alabama                                                                  | — | — | Country1 (19 Wo.)Country | Erstveröffentlichung: 29. August 1980 eine Woche auf Platz 1 in den Country Charts    |
| 1981 | Old Flame Feels So Right                                                                           | — | — | Country1 (14 Wo.)Country | Erstveröffentlichung: 23. Januar 1981 eine Woche auf Platz 1 in den Country Charts    |
| 1981 | Feels So Right                                                                                     | UK91 (1 Wo.)UK | US20 Gold · (22 Wo.)US | Country1 (13 Wo.)Country | Erstveröffentlichung: 1. Mai 1981 zwei Wochen auf Platz 1 in den Country Charts       |
| 1981 | Love in the First Degree Feels So Right                                                            | — | US15 (21 Wo.)US | Country1 (16 Wo.)Country | Erstveröffentlichung: 2. Oktober 1981 zwei Wochen auf Platz 1 in den Country Charts   |
| 1982 | Mountain Music                                                                                     | — | US— PlatinUS | Country1 (18 Wo.)Country | Erstveröffentlichung: 22. Januar 1982 eine Woche auf Platz 1 in den Country Charts    |
| 1982 | Take Me Down Mountain Music                                                                        | — | US18 (13 Wo.)US | Country1 (17 Wo.)Country | Erstveröffentlichung: 6. Mai 1982 eine Woche auf Platz 1 in den Country Charts        |
| 1982 | Close Enough to Perfect Mountain Music                                                             | — | US65 (12 Wo.)US | Country1 (17 Wo.)Country | Erstveröffentlichung: 20. August 1982 eine Woche auf Platz 1 in den Country Charts    |
| 1982 | Christmas in Dixie –                                                                               | — | — | Country35 (19 Wo.)Country | Erstveröffentlichung: 6. Dezember 1982 mit Louise Mandrell, R. C. Bannon              |
| 1983 | Dixieland Delight The Closer You Get...                                                            | — | US— PlatinUS | Country1 (16 Wo.)Country | Erstveröffentlichung: 28. Januar 1983 eine Woche auf Platz 1 in den Country Charts    |
| 1983 | The Closer You Get The Closer You Get...                                                           | — | US38 (11 Wo.)US | Country1 (17 Wo.)Country | Erstveröffentlichung: 29. April 1983 eine Woche auf Platz 1 in den Country Charts     |
| 1983 | Lady Down On Love The Closer You Get...                                                            | — | US76 (6 Wo.)US | Country1 (20 Wo.)Country | Erstveröffentlichung: 5. August 1983 eine Woche auf Platz 1 in den Country Charts     |
| 1984 | Roll On (Eighteen Wheeler) Roll On                                                                 | — | US— GoldUS | Country1 (17 Wo.)Country | Erstveröffentlichung: 6. Januar 1984 eine Woche auf Platz 1 in den Country Charts     |
| 1984 | When We Make Love Roll On                                                                          | — | US72 (10 Wo.)US | Country1 (19 Wo.)Country | Erstveröffentlichung: 20. April 1984 eine Woche auf Platz 1 in den Country Charts     |
| 1984 | If You’re Gonna Play in Texas (You Gotta Have a Fiddle in the Band) Roll On                        | — | US— PlatinUS | Country1 (19 Wo.)Country | Erstveröffentlichung: 16. Juli 1984 eine Woche auf Platz 1 in den Country Charts      |
| 1984 | (There’s a) Fire in the Night Roll On                                                              | — | — | Country1 (19 Wo.)Country | Erstveröffentlichung: 22. Oktober 1984 eine Woche auf Platz 1 in den Country Charts   |
| 1985 | There’s No Way 40 Hour Week                                                                        | — | — | Country1 (21 Wo.)Country | Erstveröffentlichung: 20. Januar 1985 eine Woche auf Platz 1 in den Country Charts    |
| 1985 | 40 Hour Week (For a Livin') 40 Hour Week                                                           | — | — | Country1 (19 Wo.)Country | Erstveröffentlichung: 17. April 1985 eine Woche auf Platz 1 in den Country Charts     |
| 1985 | Can’t Keep a Good Man Down 40 Hour Week                                                            | — | — | Country1 (22 Wo.)Country | Erstveröffentlichung: 9. August 1985 eine Woche auf Platz 1 in den Country Charts     |
| 1985 | She and I Greatest Hits                                                                            | — | — | Country1 (21 Wo.)Country | Erstveröffentlichung: 30. Dezember 1985 eine Woche auf Platz 1 in den Country Charts  |
| 1986 | Touch Me When We’re Dancing The Touch                                                              | — | — | Country1 (20 Wo.)Country | Erstveröffentlichung: 12. September 1986 eine Woche auf Platz 1 in den Country Charts |
| 1986 | "You’ve Got" The Touch The Touch                                                                   | — | — | Country1 (22 Wo.)Country | Erstveröffentlichung: Dezember 1986 eine Woche auf Platz 1 in den Country Charts      |
| 1987 | Tar Top Just Us                                                                                    | — | — | Country7 (17 Wo.)Country | Erstveröffentlichung: 3. August 1987                                                  |
| 1987 | Face to Face Just Us                                                                               | — | — | Country1 (22 Wo.)Country | Erstveröffentlichung: Dezember 1987 eine Woche auf Platz 1 in den Country Charts      |
| 1988 | Fallin’ Again Just Us                                                                              | — | — | Country1 (17 Wo.)Country | Erstveröffentlichung: 28. März 1988 eine Woche auf Platz 1 in den Country Charts      |
| 1988 | Song of the South Southern Star                                                                    | — | US— ×2DoppelplatinUS | Country1 (19 Wo.)Country | Erstveröffentlichung: 7. November 1988 eine Woche auf Platz 1 in den Country Charts   |
| 1989 | If I Had You Southern Star                                                                         | — | — | Country1 (19 Wo.)Country | Erstveröffentlichung: 13. Februar 1989 eine Woche auf Platz 1 in den Country Charts   |
| 1989 | High Cotton Southern Star                                                                          | — | — | Country1 (23 Wo.)Country | Erstveröffentlichung: 28. Juli 1989 eine Woche auf Platz 1 in den Country Charts      |
| 1989 | Southern Star                                                                                      | — | — | Country1 (26 Wo.)Country | Erstveröffentlichung: 22. November 1989 eine Woche auf Platz 1 in den Country Charts  |
| 1990 | Pass It On Down                                                                                    | — | — | Country3 (21 Wo.)Country | Erstveröffentlichung: 25. März 1990                                                   |
| 1990 | Jukebox in My Mind Pass It On Down                                                                 | — | — | Country1 (20 Wo.)Country | Erstveröffentlichung: 13. Juli 1990 vier Wochen auf Platz 1 in den Country Charts     |
| 1990 | Forever’s As Far As I’ll Go Pass It On Down                                                        | — | — | Country1 (20 Wo.)Country | Erstveröffentlichung: 18. Oktober 1990 eine Woche auf Platz 1 in den Country Charts   |
| 1991 | Down Home Pass It On Down                                                                          | — | — | Country1 (20 Wo.)Country | Erstveröffentlichung: 4. Februar 1981 drei Wochen auf Platz 1 in den Country Charts   |
| 1991 | Here We Are Pass It On Down                                                                        | — | — | Country2 (20 Wo.)Country | Erstveröffentlichung: 3. Juni 1991                                                    |
| 1991 | Then Again Greatest Hits Vol. II                                                                   | — | — | Country4 (20 Wo.)Country | Erstveröffentlichung: 23. September 1991                                              |
| 1991 | Born Country Greatest Hits Vol. II                                                                 | — | — | Country2 (20 Wo.)Country | Erstveröffentlichung: 26. September 1991                                              |
| 1992 | Take a Little Trip American Pride                                                                  | — | — | Country2 (20 Wo.)Country | Erstveröffentlichung: 1. Juni 1992                                                    |
| 1992 | I’m in a Hurry (And Don't Know Why) American Pride                                                 | — | US— PlatinUS | Country1 (20 Wo.)Country | Erstveröffentlichung: 1. September 1992 zwei Wochen auf Platz 1 in den Country Charts |
| 1992 | Once Upon a Lifetime American Pride                                                                | — | — | Country3 (20 Wo.)Country | Erstveröffentlichung: 15. Dezember 1992                                               |
| 1993 | Hometown Honeymoon American Pride                                                                  | — | — | Country3 (20 Wo.)Country | Erstveröffentlichung: 29. März 1993                                                   |
| 1993 | Reckless Cheap Seats                                                                               | — | — | Country1 (20 Wo.)Country | Erstveröffentlichung: 30. August 1993 eine Woche auf Platz 1 in den Country Charts    |
| 1993 | T.L.C. A.S.A.P. Cheap Seats                                                                        | — | — | Country7 (20 Wo.)Country | Erstveröffentlichung: 3. Dezember 1993                                                |
| 1993 | Angels Among Us Cheap Seats                                                                        | — | US— GoldUS | Country28 (20 Wo.)Country | Erstveröffentlichung: Dezember 1993                                                   |
| 1994 | The Cheap Seats Cheap Seats                                                                        | — | — | Country13 (20 Wo.)Country | Erstveröffentlichung: 11. April 1994                                                  |
| 1994 | We Can’t Love Like This Anymore Greatest Hits Vol. III                                             | — | — | Country6 (20 Wo.)Country | Erstveröffentlichung: 29. August 1994                                                 |
| 1995 | Give Me One More Shot Greatest Hits Vol. III                                                       | — | — | Country3 (20 Wo.)Country | Erstveröffentlichung: 6. Februar 1995                                                 |
| 1995 | She Ain’t Your Ordinary Girl In Pictures                                                           | — | — | Country2 (20 Wo.)Country | Erstveröffentlichung: 19. Juni 1995                                                   |
| 1995 | In Pictures                                                                                        | — | — | Country4 (20 Wo.)Country | Erstveröffentlichung: 30. September 1995                                              |
| 1996 | It Works In Pictures                                                                               | — | — | Country19 (20 Wo.)Country | Erstveröffentlichung: 13. Januar 1996                                                 |
| 1996 | Say I In Pictures                                                                                  | — | — | Country38 (7 Wo.)Country | Erstveröffentlichung: 18. Mai 1996                                                    |
| 1996 | The Maker Said Take Her In Pictures                                                                | — | — | Country4 (20 Wo.)Country | Erstveröffentlichung: 18. Juni 1996                                                   |
| 1997 | Sad Lookin’ Moon Dancin’ on the Boulevard                                                          | — | — | Country2 (20 Wo.)Country | Erstveröffentlichung: 17. Februar 1997                                                |
| 1997 | Dancin’, Shaggin’ on the Boulevard Dancin’ on the Boulevard                                        | — | — | Country3 (20 Wo.)Country | Erstveröffentlichung: 23. Juni 1997                                                   |
| 1997 | Of Course I’m Alright Dancin’ on the Boulevard                                                     | — | — | Country22 (20 Wo.)Country | Erstveröffentlichung: 11. Oktober 1997                                                |
| 1998 | She’s Got That Look in Her Eyes Dancin’ on the Boulevard                                           | — | — | Country21 (20 Wo.)Country | Erstveröffentlichung: 9. Februar 1998                                                 |
| 1998 | How Do You Fall in Love For the Record                                                             | — | US82 (5 Wo.)US | Country2 (21 Wo.)Country | Erstveröffentlichung: 1. August 1998                                                  |
| 1998 | Keepin’ Up For the Record                                                                          | — | US69 (8 Wo.)US | Country14 (20 Wo.)Country | Erstveröffentlichung: 23. November 1998                                               |
| 1999 | God Must Have Spent a Little More Time on You Twentieth Century                                    | — | US29 (20 Wo.)US | Country3 (23 Wo.)Country | Erstveröffentlichung: 26. April 1999 feat. 'N Sync                                    |
| 1999 | Small Stuff Twentieth Century                                                                      | — | — | Country24 (20 Wo.)Country | Erstveröffentlichung: 16. Oktober 1999                                                |
| 2000 | Twentieth Century                                                                                  | — | — | Country51 (3 Wo.)Country | Erstveröffentlichung: 2000                                                            |
| 2000 | We Made Love Twentieth Century                                                                     | — | — | Country63 (3 Wo.)Country | Erstveröffentlichung: 2000                                                            |
| 2000 | When It All Goes South                                                                             | — | — | Country15 (20 Wo.)Country | Erstveröffentlichung: 30. Oktober 2000                                                |
| 2001 | Will You Marry Me When It All Goes South                                                           | — | — | Country41 (11 Wo.)Country | Erstveröffentlichung: 2001                                                            |
| 2002 | I’m in the Mood In the Mood: The Love Songs                                                        | — | — | Country48 (9 Wo.)Country | Erstveröffentlichung: 2002                                                            |
| 2010 | Are You Sure Hank Done It This Way? The Music Inside: A Collaboration Dedicated to Waylon Jennings | — | — | Country53 (4 Wo.)Country | Erstveröffentlichung: 2010                                                            |
| Folgende Lieder erschienen nicht als Single, wurden aber durch das Album zum Download und Streaming bereitgestellt und konnten somit eine Platzierung erlangen: | | | | |                                                                                       |
| | | | | |                                                                                       |
| 1995 | Sweet Home Alabama Skynyrd Frynds                                                                  | — | — | Country75 (1 Wo.)Country |                                                                                       |
| 1997 | The Blessings Alabama Christmas Vol. II                                                            | — | — | Country72 (2 Wo.)Country |                                                                                       |
| 1999 | Santa Claus (I Still Believe in You) Alabama Christmas                                             | — | — | Country71 (1 Wo.)Country |                                                                                       |
| 1999 | Rockin’ Around the Christmas Tree Alabama Christmas Vol. II                                        | — | — | Country64 (3 Wo.)Country |                                                                                       |
| 1999 | New Year’s Eve 1999 –                                                                              | — | — | Country55 (1 Wo.)Country | mit Gretchen Peters                                                                   |

Weitere Singles
- 2002: The Woman He Loves
- 2013: All American
- 2015: Wasn’t Through Lovin’ You Yet
- 2016: Come Find Me (mit Alison Krauss)

### Als Gastmusiker
| Jahr | Titel Album                             | Höchstplatzierung, Gesamtwochen, AuszeichnungChartplatzierungen (Jahr, Titel, Album, Platzierungen, Wochen, Auszeichnungen, Anmerkungen) | Höchstplatzierung, Gesamtwochen, AuszeichnungChartplatzierungen (Jahr, Titel, Album, Platzierungen, Wochen, Auszeichnungen, Anmerkungen) | Höchstplatzierung, Gesamtwochen, AuszeichnungChartplatzierungen (Jahr, Titel, Album, Platzierungen, Wochen, Auszeichnungen, Anmerkungen) | Anmerkungen                                                                          |
| Jahr | Titel Album                             | UK | US | Country | Anmerkungen                                                                          |
| ---- | --------------------------------------- | --- | --- | --- | ------------------------------------------------------------------------------------ |
| 1986 | Deep River Woman Dancing on the Ceiling | — | US71 (8 Wo.)US | Country10 (15 Wo.)Country | Erstveröffentlichung: 6. Dezember 1986 Lionel Richie feat. Alabama                   |
| 2011 | Old Alabama This Is Country Music       | — | US38 Platin · (20 Wo.)US | Country1 (15 Wo.)Country | Erstveröffentlichung: 14. März 2011 Brad Paisley feat. Alabama                       |
| 2016 | Forever Country –                       | — | US21 Gold · (4 Wo.)US | Country1 (18 Wo.)Country | Erstveröffentlichung: 16. September 2016 als Teil von Artists of Then, Now & Forever |

## Statistik

### Chartauswertung
|                     | UK    | US     | Country          |
| ------------------- | ----- | ------ | ---------------- |
| Nummer-eins-Alben   | UK—UK | US—US  | Country11Country |
| Top-10-Alben        | UK—UK | US1US  | Country26Country |
| Alben in den Charts | UK—UK | US31US | Country44Country |

|                       | UK    | US     | Country          |
| --------------------- | ----- | ------ | ---------------- |
| Nummer-eins-Singles   | UK—UK | US—US  | Country33Country |
| Top-10-Singles        | UK—UK | US—US  | Country51Country |
| Singles in den Charts | UK1UK | US11US | Country75Country |

### Auszeichnungen für Musikverkäufe
| Goldene Schallplatte - Kanada - 1987: für das Album The Touch - 1993: für das Album American Pride - 1993: für das Album For Our Fans - 1994: für das Album The Cheap Seats Platin-Schallplatte - Kanada - 1983: für das Album Mountain Music - 1983: für das Album Feels So Right - 1983: für das Album The Closer You Get - 1985: für das Album 40 Hour Week - 1985: für das Album Alabama Christmas - 1986: für das Album Greatest Hits - Vereinigte Staaten - 1986: für das Videoalbum Alabama’s Greatest Video Hits - 1990: für das Videoalbum Pass It On Down | 2× Platin-Schallplatte - Kanada - 1987: für das Album Roll On - 2000: für das Album For the Record |

Anmerkung: Auszeichnungen in Ländern aus den Charttabellen bzw. Chartboxen sind in ebendiesen zu finden.
| Land/RegionAuszeichnungen für Musikverkäufe (Land/Region, Auszeichnungen, Verkäufe, Quellen) | Gold       | Platin       | Verkäufe   | Quellen         |
| -------------------------------------------------------------------------------------------- | ---------- | ------------ | ---------- | --------------- |
| Kanada (MC)                                                                                  | 4× Gold4   | 10× Platin10 | 1.200.000  | musiccanada.com |
| Vereinigte Staaten (RIAA)                                                                    | 10× Gold10 | 55× Platin55 | 58.200.000 | riaa.com        |
| Insgesamt                                                                                    | 14× Gold14 | 65× Platin65 |            |                 |